# Best to Come
Best to Come är en låt framförd av Lisa Miskovsky i Melodifestivalen 2022. Låten som deltog i den tredje deltävlingen, gick vidare till semifinal (som tidigare hette andra chansen), men åkte ut.
Låten är skriven av David Lindgren Zacharias, Peder Stenberg och artisten själv.